# پروانه‌ماهی راکون
پروانه‌ماهی راکون (نام علمی: Chaetodon lunula) نام یک گونه از تیره پروانه‌ماهی است.